# Dembow
Il dembow è un ritmo musicale originario della Repubblica Dominicana e che si è sviluppato dalla metà degli anni '80 del Novecento. È utilizzato nella dancehall, nel reggaetón, nel moombahton e in altri generi di origine caraibica. 

## Storia
Anche se questo tipo di ritmo è in auge dalla metà degli anni '90 e l'inizio degli anni 2000, le sue origini risalgono agli influssi del rap e dell'hip hop. Negli anni '90 a Porto Rico era al suo apogeo la nascita del reguetón con «The Noise I» e «Playero 37», che usavano beats di reggae (e il ritmo dembow) su basi strumentali di rap. Mentre i boricuas già sfruttavano questo genere, nella Repubblica Dominicana si iniziava appena a lavorare con questo tipo di ritmi grazie ad esponenti quali Manuelito, MC Pay, MC Vi e MC Curdy, che nel 1995 registrarono la canzone El poco tiempo sotto il nome di «Grupo Unido».

## Caratteristiche
Il principale elemento del ritmo dembow è la sua funzione: serve come base per generi musicali come il reggaeton e la dancehall, anche se generalmente differenziate tra di loro per i tempi e gli elementi melodici particolari; così, per esempio, il ritmo dembow è più veloce nel reguetón, ma più lento nella dancehall. L'andatura e i suoi pattern tendono ad essere semplici e repetitivi.
Il dembow nel reggaeton è la base, lo "scheletro" della sua percussione. Il ritmo del dembow è uno dei più contagiosi tra quelli provenienti dal Caribe.

## Danza
Il perreo è una danza che fa parte del reggaeton, sorto negli anni '90 a Puerto Rico Può essere rapido e aggressivo, o lento. In ogni caso, l'attitudine dei partecipanti è ballare come se si stesse tentando di sedurre il partner nel bel mezzo della pista da ballo con movimenti lascivi e sensuali. Si abbinano anche movimenti dei piedi complessi e molto rapidi.